# Elementary School Musical (The Simpsons)
"Elementary School Musical" (tạm dịch: "Nhạc kịch Tiểu học") là tập đầu mùa thứ 22 của bộ phim hoạt họa truyền hình, The Simpsons. Tập phim đã được chiếu trên kênh Fox tại Hoa Kỳ vào ngày 26 tháng 9 năm 2010 với sự xuất hiện của nhiều khách mời nổi tiếng gồm Flight of the Conchords (Jemaine Clement và Bret McKenzie) thủ vai hai người quản lý cắm trại yêu âm nhạc còn Lea Michele, Cory Monteith và Amber Riley từ Glee thủ vai những người ở trại.

## Sản xuất

Những diễn viên của phim truyền hình Glee (Trái sang phải: Michele, Monteith, và Riley) đều trở thành khách mời đặc biệt của tập phim này.

Tập phim được chính thực công bố vào ngày 2 tháng 8 năm 2010 tại buổi mít-tinh Television Critics Association. Những khách mời đặc biệt của tập phim này gồm Lea Michele, Cory Monteith, và Amber Riley từ sê-ri phim truyền hình của Fox, Glee. Cả ba trước đó đều tiết lộ vai diễn này của mình trên tài khoản Twitter vào tháng 2 năm 2010. Hai ngôi sao của Flight of the Conchords là Jemaine Clement và Bret McKenzie đã luyện tập kịch bản trên điện thoại với Nancy Cartwright, người lồng tiếng cho nhân vật Bart, trước khi họ bay đến Mỹ để thu giọng cho chương trình. Clement, một người hâm mộ của chương trình kể từ khi bộ phim phát sóng trênThe Tracey Ullman Show, cho rằng anh và McKenzie có thể thủ vai một nhân vật mới hơn là tự vào nhân vật của chính họ, vì "rất nhiều người sẽ không biết họ là ai." Dù vậy, những ý tưởng thiết kế đều dựa trên hai ngôi sao này.

## Những xuất hiện đáng chú ý
Tập phim đã mở đầu với một câu đùa khi Otto trên một chiếc xe buýt tương tự như Partridge Family. Còn câu đùa phấn bảng trong phim được lấy từ Inception. Những thành viên của Glee sau đó đã hát một phiên bản của "Good Vibrations". Đồng thời, Chú hề Krusty đã đóng lại cảnh Lộ ngực tại Super Bowl, xuất hiện trong The Electric Company và sử dụng một đứa trẻ để làm tấm chắn tương tự như nhân vật Greg Stillson trong The Dead Zone. Lisa sau đó cũng đã nghe ca khúc This American Life, trình bày bởi Ira Glass. Ngoài ra, Ethan và Kurt có một tấm bản đồ Trung Địa trên tường của căn hộ của họ. Grampa Simpson đã mô tả một ngày của anh như bài thơ "Because I could not stop for Death" của Emily Dickinson. Khi Lisa băng qua câu cầu để đến Sprooklyn, ca khúc "Rhapsody in Blue" của George Gershwin đã được phát.

## Tiếp nhận
Trong lần trình chiếu tại Mỹ, "Elementary School Musical" thu hút 7.8 triệu khán giả, lấy từ con số 3.7 triệu theo Đánh giá của Nielsen cùng 8% phần chia sẻ của khán giả nhân khẩu học 18-49 và bị kéo xuống 14% trong tập đầu của mùa trước. Tập phim đã được đánh giá thứ 23 trong nhân khẩu học 18-49 trong năm đài phát sóng.
Todd VanDerWerff của The A.V. Club cho tập phim một điểm C+, và viết, "Tôi thích nhiều định nghĩa khác nhau về tập đầu tiên của mùa phim [...] Tôi không ngờ nhà biên kịch của bộ phim đã biết những ca khúc mới cho hai anh chàng trong Flight of the Conchords (thủ vai hai người quản lý cắm trại yêu âm nhạc), nhưng ca khúc ấy nghe có vẻ quá yếu đuối. Tương tự, những diễn viên của Glee đã trình bày ca khúc "Good Vibrations", nó là, thẳng thắng nhé, thứ kinh khủng nhất mà một nhân vật khách mời từng trình diễn và nó chẳng giúp gì cho việc quảng bá tên tuổi của họ cả." Brad Trechak của TV Squad gọi tập phim là "một khởi đầu thú vị cho mùa 22".